# 陽はまたのぼりくりかえす
「陽はまたのぼりくりかえす」（ひはまたのぼりくりかえす）は、Dragon Ash2枚目のシングル。1998年5月21日に12cmCD、6月24日に8cmCDで発売。発売元はビクターエンタテインメント / Invitation。

## 解説
表題曲は、当時フジテレビ系列で放送されていたアニメ『DTエイトロン』のオープニングテーマのタイアップが付いており、冒頭のドラム音は、1977年10月7日に発売されたクイーンの「We Will Rock You」のリズムを用いている。
同年の6月24日には、ディスクジャケットに同アニメのイラストが描かれた仕様の8cmシングル盤 (VIDL-30151) が発売。こちらには、表題曲とそのカラオケトラックのみを収録しているほか、演奏時間が7分越えであった初出のバージョンを5分11秒に短縮して「陽はまたのぼりくりかえす (TV Edit)」として収録。オフィシャルサイトのディスコグラフィにはマキシシングル盤のみ掲載されている。
発売当時、NHK音楽番組『POP JAM』（1998年8月22日(土) 放送）に出演、表題曲を披露。
後の4作目のシングル「Let yourself go, Let myself go」のヒット以降、チャートに再浮上した。

## 収録曲
- 全作詞・作曲：降谷建志　編曲：Dragon Ash

1. 陽はまたのぼりくりかえす
2. Don't worry 'bout me!
3. Cowboy Fuck! （featuring DJ BOTS）[注 1]

### 8cmCD盤
1. 陽はまたのぼりくりかえす （TV Edit）
2. 陽はまたのぼりくりかえす （Instrumental）

## 収録アルバム
オリジナル・アルバム
『Buzz Songs』（1998年9月2日、#1,2）
ベスト・アルバム
- 『The Best of Dragon Ash with Changes Vol.1』（2007年9月5日、#1）
- 『LOUD & PEACE』（2012年8月22日、#1）

その他
- 『DTエイトロン オリジナル・サウンドトラック』（1998年7月23日、#1のTV Edit）

## その他
- 2007年9月5日に発売された2枚のベストアルバム『The Best of Dragon Ash with Changes Vol.1』、『The Best of Dragon Ash with Changes Vol.2』の発売にあたって行われたファン投票「あなたが選ぶ最強ソングは? Dragon Ash国民投票」にて、「陽はまたのぼりくりかえす」が最多票を集めて1位に[4]、「Cowboy Fuck!」が41位にそれぞれ選ばれ、2曲とも『Vol.1』の方に収録された（投票期間は同年7月1日から7月14日）[5]。
- レコチョクが2012年に調査した「Dragon Ash 名曲ランキング」では、「陽はまたのぼりくりかえす」が、最多票を集めて1位に選ばれた（投票期間は同年8月3日から8月16日）[6]。